# Richard Kuklinski
Richard Leonard Kuklinski (/kʊˈklɪnski/; 11 tháng 4 năm 1935 - 5 tháng 3 năm 2006) là một tay súng và kẻ giết người hàng loạt người Mỹ. Kuklinski bị kết tội giết sáu người, nhưng thú nhận và bị nghi ngờ giết nhiều hơn con số trên. Ông được liên kết với các thành viên của Mafia Mỹ, cụ thể là gia đình tội phạm DeCavalcante ở Newark, New Jersey và Ngũ Đại gia đình của thành phố New York.
Kuklinski được ban cho biệt danh "The Iceman" vì phương pháp đóng băng nạn nhân để che giấu thời gian chết. Trong sự nghiệp phạm tội của mình, những tên cướp đồng nghiệp gọi anh ta là "quân đội một người" hay "ác quỷ" do danh tiếng đáng sợ và vóc dáng cao 6 ft 5 in (196 cm) và cân nặng 270 pounds (120 kg). Kuklinski sống cùng vợ con tại vùng ngoại ô Dumont ở New Jersey. Gia đình Kuklinski dường như không biết gì về cuộc sống hai mặt và tội ác của Kuklinski.
Trong suốt cuộc đời tội phạm của mình, Kuklinski đã tham gia vào các chất ma túy, khiêu dâm, buôn bán vũ khí, rửa tiền, thu nợ cho vay nặng lãi, cướp và giết theo hợp đồng. Trong khi phạm vi hoạt động tội phạm mở rộng, Kuklinski bắt đầu phạm sai lầm. Mặc dù Kuklinski được tuyên bố là đã giết bất cứ ai mà Kuklinski nghĩ có thể làm chứng chống lại mình, Kuklinski đã trở nên cẩu thả trong việc xử lý thi thể nạn nhân của mình. Các cơ quan thực thi pháp luật bắt đầu nghi ngờ Kuklinski và bắt đầu một cuộc điều tra, thu thập bằng chứng về các tội ác khác nhau mà anh ta đã gây ra. Cuộc điều tra bí mật kéo dài mười tám tháng đã dẫn đến việc Kuklinski bị bắt giữ vào năm 1986 và bị kết án tù chung thân vào năm 1988, với thêm 30 năm nữa về tội giết một sĩ quan cảnh sát tham nhũng.
Sau khi bị kết án giết người, Kuklinski đã tham gia vào một số cuộc phỏng vấn, trong đó anh ta tuyên bố đã giết từ 100 đến 250 người trong khoảng thời gian từ 1948 đến 1986, mặc dù hồi ức của Kuklinski về các sự kiện đôi khi khác nhau. Một số người đã bày tỏ sự hoài nghi về mức độ của các vụ giết người bị cáo buộc của Kuklinski, nhưng các cơ quan thực thi pháp luật tin tưởng rằng anh ta là một kẻ giết người hàng loạt đã giết chết ít nhất vài chục người theo lệnh của trùm tội phạm có tổ chức và theo cảm hứng của chính mình.
Ba bộ phim tài liệu, hai tiểu sử, một bộ phim có sự tham gia của Michael Shannon và một vở kịch đã được sản xuất về Kuklinski, dựa trên các cuộc phỏng vấn của Kuklinski và kết quả của lực lượng đặc nhiệm đã đưa kẻ giết người này ra công lý.